# Lomtjärnen (Stensele socken, Lappland, 721892-154741)
Lomtjärnen är en sjö i Storumans kommun i Lappland och ingår i Umeälvens huvudavrinningsområde.